# 苗永宽
苗永宽（1932年—），男，山东桓台人，中国天体测量学家，南京大学教授。曾任南京大学天文系系主任，中国天文学会理事。